# Red Bull RB9
A Red Bull RB9 egy Formula–1-es versenyautó, amit a Red Bull Racing tervezett és versenyeztetett a 2013-as Formula–1 világbajnokság során. Pilótái a címvédő Sebastian Vettel és az utolsó szezonját a Formula–1-ben töltő Mark Webber voltak. Az autó Vettel által adott beceneve a "Hungry Heidi" volt. Az RB9-es kiváló konstrukció volt, Vettel 13 győzelmet aratott vele az idényben, amivel megszerezte negyedik világbajnoki címét. Ez volt az utolsó szívómotoros autó, amellyel egyéni és konstruktőri világbajnoki címet szereztek, ugyanis a következő idénytől visszatértek az 1989 óta tiltott turbómotorok.

## Áttekintés
Az autó tervezését viszonylag korán megkezdték, de a 2012-es bajnoki idény közben átmenetileg félbehagyták, hogy az az évi modellt, az RB8-ast fejlesszék a világbajnoki hadjárat során.
Az RB9-es erősen kezdte az évet, Vettel Ausztráliában valamennyi szabadedzést és az időmérő edzést is megnyerte, éppen Webber előtt. Gumikopás miatt azonban ekkor még nem tudott győzni, és Webber autójában is elromlott a KERS. Malajziában aztán véglegesen megromlott a csapattársak viszonya, és ez volt az utolsó lépcső Webber visszavonulása felé: ekkor történt a hírhedt "Multi 21" eset, amikor is csapatutasításra Vettelnek el kellett volna engednie Webbert, hogy megnyerje a futamot, de ő ennek nem tett eleget. Kínában pocsékul szerepeltek, Vettel csak negyedik lett, Webber pedig egyszerűen elhagyta a jobb hátsó kerekét, és ezért kiesett. Vettel Bahreinben, Kanadában és Németországban tudott győzni a nyári szünet előtt, azt követően azonban lehengerlő teljesítményt nyújtott: sorozatban megnyert 9 futamot, azaz a szezon hátralévő részéig az összeset. Ezzel megdöntött (illetve ha Alberto Ascari vitatott számítási módú győzelmeit számítjuk, beállított) egy rekordot, a sorozatban legtöbb győzelem rekordját. Ily módon könnyűszerrel nyerte meg a bajnokságot 3 futammal a vége előtt.
A bajnokságot követően az autó az ausztrál légierő F/A-18 Hornet gépe ellen versenyzett egy promóciós rendezvényen. A 2014-es belga nagydíjra megépítették az autó teljesen elektromos hajtású változatát, az RB10-es orrkúpjával, annak érdekében, hogy a szerelők azon gyakorolhassák a kerékcserét.

## Teljes Formula–1-es eredmény
(Táblázat értelmezése)

(Félkövér: pole-pozícióból indult; dőlt: leggyorsabb kört futott) 

| Év   | Csapat                   | Motor             | Gumik | Pilóták          | Versenyek | Versenyek | Versenyek | Versenyek | Versenyek | Versenyek | Versenyek | Versenyek | Versenyek | Versenyek | Versenyek | Versenyek | Versenyek | Versenyek | Versenyek | Versenyek | Versenyek | Versenyek | Versenyek | Pontok | Helyezés |
| Év   | Csapat                   | Motor             | Gumik | Pilóták          | AUS       | MAL       | CHN       | BHR       | ESP       | MON       | CAN       | GBR       | GER       | HUN       | BEL       | ITA       | SIN       | KOR       | JPN       | IND       | ABU       | USA       | BRA       | Pontok | Helyezés |
| ---- | ------------------------ | ----------------- | ----- | ---------------- | --------- | --------- | --------- | --------- | --------- | --------- | --------- | --------- | --------- | --------- | --------- | --------- | --------- | --------- | --------- | --------- | --------- | --------- | --------- | ------ | -------- |
| 2013 | Infiniti Red Bull Racing | Renault RS27-2013 | P     | Sebastian Vettel | 3         | 1         | 4         | 1         | 4         | 2         | 1         | KI        | 1         | 3         | 1         | 1         | 1         | 1         | 1         | 1         | 1         | 1         | 1         | 596    | 1.       |
| 2013 | Infiniti Red Bull Racing | Renault RS27-2013 | P     | Mark Webber      | 6         | 2         | KI        | 7         | 5         | 3         | 4         | 2         | 7         | 4         | 5         | 3         | 15†       | KI        | 2         | KI        | 2         | 3         | 2         | 596    | 1.       |

† - nem fejezte be a futamot, de rangsorolták, mert teljesítette a versenytáv 90 százalékát